# Matilde Calandrini
Matilde Calandrini (Ginevra, 1794 – Bessinge, 1866) è stata un'educatrice italiana.

## Biografia
Nata da una famiglia lucchese di fede protestante e per questo costretta all'esilio a Ginevra, dopo la giovinezza in Svizzera si trasferì nel 1831 a Pisa, per ragioni di salute. Qui, nel suo salotto a casa Foggi, iniziò a ricevere esponenti di varie correnti religiose, allestendo un vero e proprio ritrovo per intellettuali in cui si leggevano le Sacre Scritture, si discuteva in materia religiosa e morale, e si organizzavano programmi rivolti al popolo. La sua massima apertura e tolleranza verso tutte le fedi, sviluppata durante la permanenza ginevrina, la mise al centro di rappresentanti della Riforma, membri della comunità inglese, cattolici irrequieti (tra cui spiccava Giuseppe Montanelli) ed esponenti laici.
Accanto a questo interesse sviluppò quello della pedagogia, impegnandosi a fondo nei problemi della scuola e della istruzione popolare, non solo infantile: in questa campo fu tra i personaggi di spicco in Italia impegnati ad abbandonare le vecchie consuetudini per diffondere la nascita degli asili d'infanzia e le scuole lancasteriane.
Un suo primo tentativo di fondare una scuola di mutuo insegnamento nella villa Roncioni di Pugnano presso Pisa, nel 1833, fu fatto chiudere su intervento governativo. A ciò seguì la creazione dell'asilo di Firenze, con la collaborazione di Luigi Frassi e Lorenzo Ceramelli. Si fece aiutare epistolarmente dal sacerdote lombardo Ferrante Aporti, antesignano di quel movimento, col quale resta un interessante carteggio. Altri suoi corrispondenti furono in particolare Raffaello Lambruschini, Giovan Pietro Vieusseux, Enrico Mayer, ma non c'è pressoché nome della cultura toscana di quegli anni che non fosse legato a lei da rapporti di amicizia e collaborazione.
Già nel 1835 l'asilo della Calandrini contava 120 alunni, con una sorta di scuola primaria vera e propria, il "grado superiore". Il suo successo veniva celebrato dal Lambruschini - che parlava di modello "pisano" - assieme alle esperienze cremonesi dell'Aporti, incoraggiando in Toscana la nascita di iniziative analoghe. Contemporaneamente la Calandrini iniziò a promuovere l'arrivo in Italia della più avanzata letteratura pedagogica europea, specialmente dalla Svizzera e dalla Francia.
Formando essa stessa il proprio personale in modo che acquisisse competenze precisamente specializzate, e impostando una notevole tolleranza in materia di fede, la Calandrini caratterizzò soprattutto le sue scuole collegandole fin dall'istruzione infantile allo sbocco nel mondo del lavoro, grazie a collegamenti con le società artigiane. Da Pisa fece frequenti viaggi per visitare le scuole e gli istituti assistenziali, a Roma (1836), a Napoli e Cremona (1837) e infine a Friburgo, dove ebbe colloqui con l'educatore francescano Giovanni Girard.
Nonostante questi successi e i numerosi incoraggiamenti, un'accesa polemica seguita a un'ondata reazionaria colpì duramente il movimento d'istruzione popolare e infantile in Italia, facendo della Calandrini una delle vittime più illustri. L'11 luglio 1845 il vicario arcivescovile di Pisa le intimò l'immediata sospensione delle lezioni serali che essa teneva alla maestre, accusandola di portare turbamento alle coscienze religiose. Nonostante l'accesa e fiera replica della Calandrini, in cui essa rivendicava la libertà di culto e denunciava come sopruso inaccettabile per la coscienza moderna l'intervento dell'autorità religiosa in campo politico e amministrativo, le pressioni per allontanare la donna furono tali e tante che, in occasione di una sua assenza, fu emesso un decreto su richiesta dell'arcivescovado, che le impediva di rientrare in Toscana. Dovette quindi rifugiarsi a Ginevra e solo con i moti del 1848 il Lambruschini riuscì a far revocare il bando "disonore della Toscana": nonostante ciò, il decreto del ministero Montanelli-Guerrazzi all'atto pratico non ebbe alcun esito, e la Calandrini dovette restare in Svizzera. Qui, nella scarsità di notizie sulle sue vicende, dovette avvicinarsi all'Associazione evangelica italiana e prestare sostegno alle scuole elementari per i figli degli esuli italiani a Ginevra.
Solo con l'Unità d'Italia poté tornare in Toscana: una lettera del 1862 la vede impegnata ancora, negli ultimi anni di vita, nella sua opera rivolta all'istruzione popolare e all'assistenza.